# Tramlijn Loosduinen - Poeldijk
De tramlijn Loosduinen - Poeldijk was een stoomtramlijn in het Westland in de Nederlandse provincie Zuid-Holland. Vanuit Loosduinen liep de lijn langs de Nieuwe Weg naar Poeldijk.

## Geschiedenis
De lijn werd geopend op 23 juni 1882, na voltooiing van het eerste traject, van de Lijnbaan in Den Haag tot de Zeestraat in Loosduinen. Het tweede deel, Loosduinen - Poeldijk - Naaldwijk volgde op 1 mei 1883. De lijn werd aangelegd door de Westlandsche Stoomtramweg Maatschappij (WSM). In de eerste jaren was er een associatieverdrag met de Hollandsche IJzeren Spoorweg-Maatschappij (HSM) van kracht, die daarvoor personeel en rollend materieel leverde. In 1885 nam de WSM de exploitatie zelf ter hand. 
In eerste instantie reed de tram 8 maal daags naar Loosduinen en terug. Vrijwel direct na de opening was er al vraag naar meer ritten en vroegere start van de dienstregeling. Enkele reis duurde 25 minuten en kostte 20 resp. 15 cent voor eerse en tweede klasse (17½ en 12½ c. voor abonnementhouders). In de eerste week werden 1500-1800 passagiers per dag vervoerd. 
De lijn was een schakel in het WSM-net: de trams reden, komend van de lijn uit Den Haag via Poeldijk verder het Westland in over de routes naar Hoek van Holland en via de Maaslandse Dam naar Maassluis en naar Delft. Tot 1932 heeft er personenvervoer plaatsgevonden. Daarna bleef de lijn tot 1968 in gebruik voor het vervoer van goederen, met name veilingproducten en steenkool voor verwarming van de kassen.

## Restanten
Over een groot gedeelte van de lijn is de N211 aangelegd. Hierdoor is de loop goed te volgen in het landschap. Het fietspad is de oude trambaan.